# Kasztelanie zapilickie
Kasztelanie zapilickie (kasztelanie nadpilickie, kasztelanie zapilczańskie) – trzy kasztelanie, skrzyńska, żarnowska i małogoska. Siedzibami kasztelanii (kasztelami) były Skrzyńsko / Skrzynno, Żarnów i Małogoszcz.
Kasztelanie mieściły się początkowo w prowincji łęczyckiej i księstwie łęczyckim, stanowiąc ich południowo-wschodnie krańce znajdujące się na południowy wschód od Pilicy (po jej prawej stronie). Od 1239 (lub 1243) znalazły się w księstwie sandomierskim, a następnie w ziemi sandomierskiej i w województwie sandomierskim.
     Oprawa wdowia Salomei (prowincja / księstwo łęczyckie obejmujące ziemię łęczycką, ziemię sieradzką i trzy kasztelanie zapilickie)

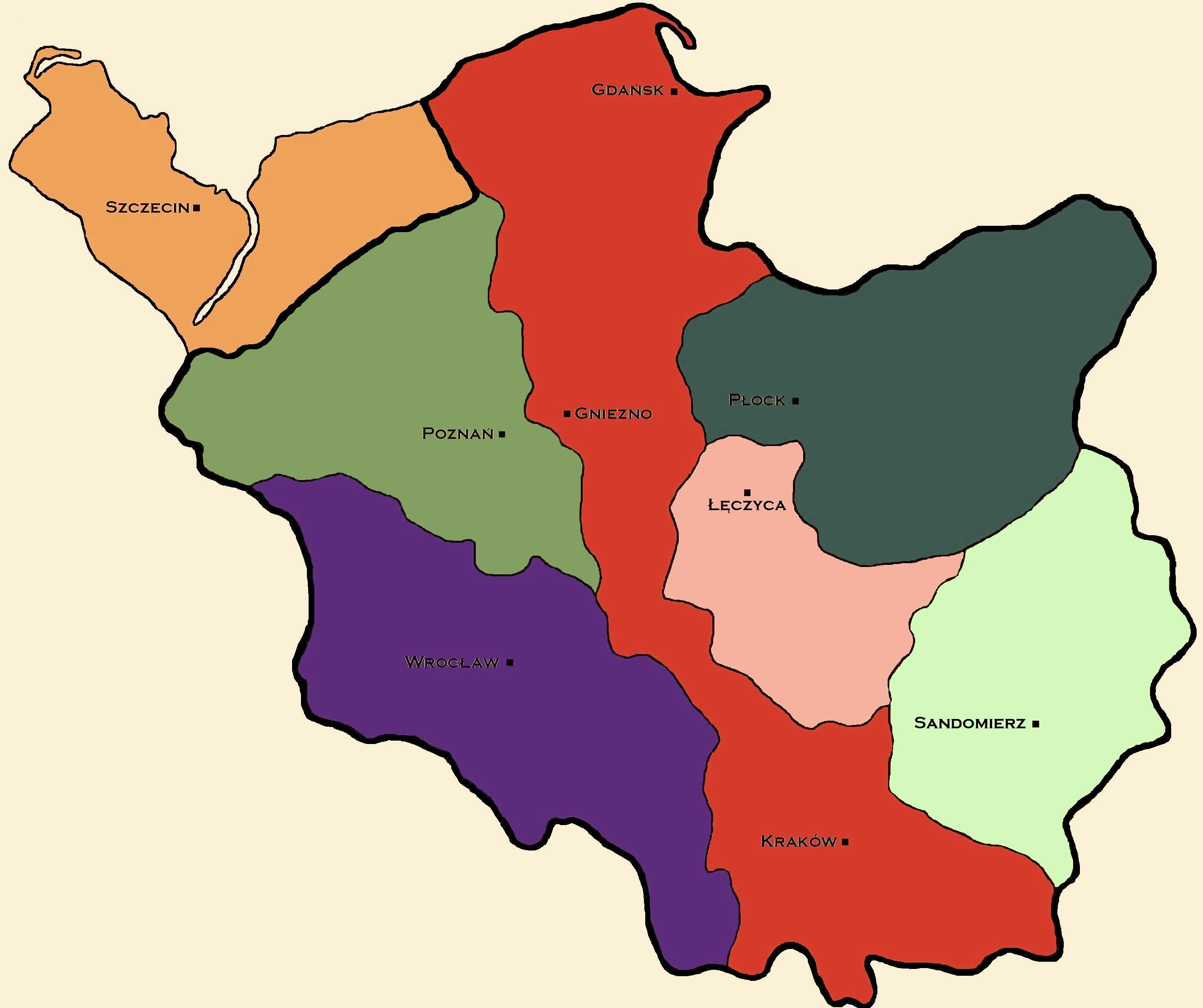
Podział ziem Polski na dzielnice w 1138 (na podstawie Ustawy Sukcesyjnej Bolesława Krzywoustego):
Oprawa wdowia Salomei (prowincja / księstwo łęczyckie obejmujące ziemię łęczycką, ziemię sieradzką i trzy kasztelanie zapilickie)

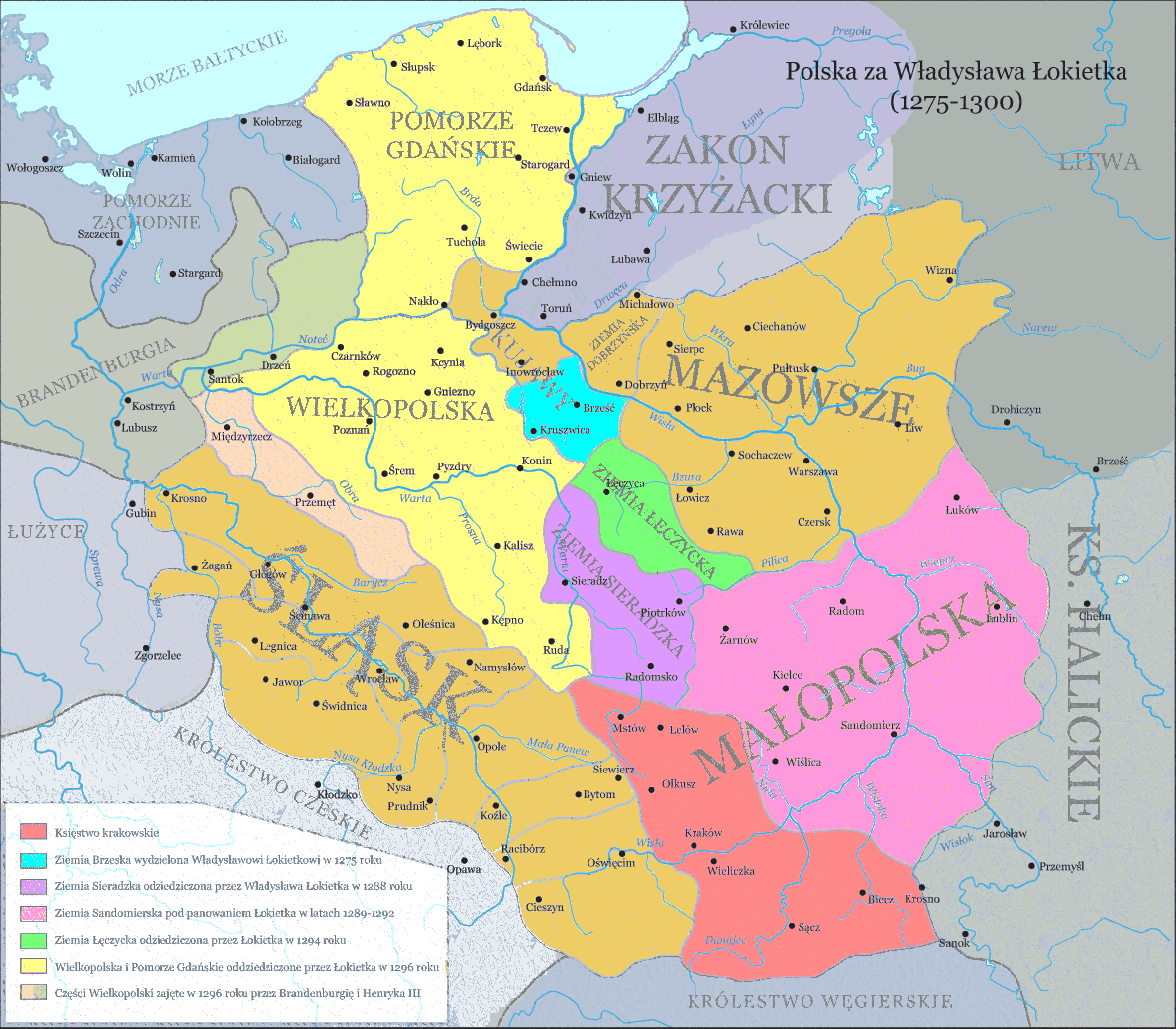
Kasztelanie zapilickie pod koniec XIII w. były płn.-zach. częścią księstwa sandomierskiego

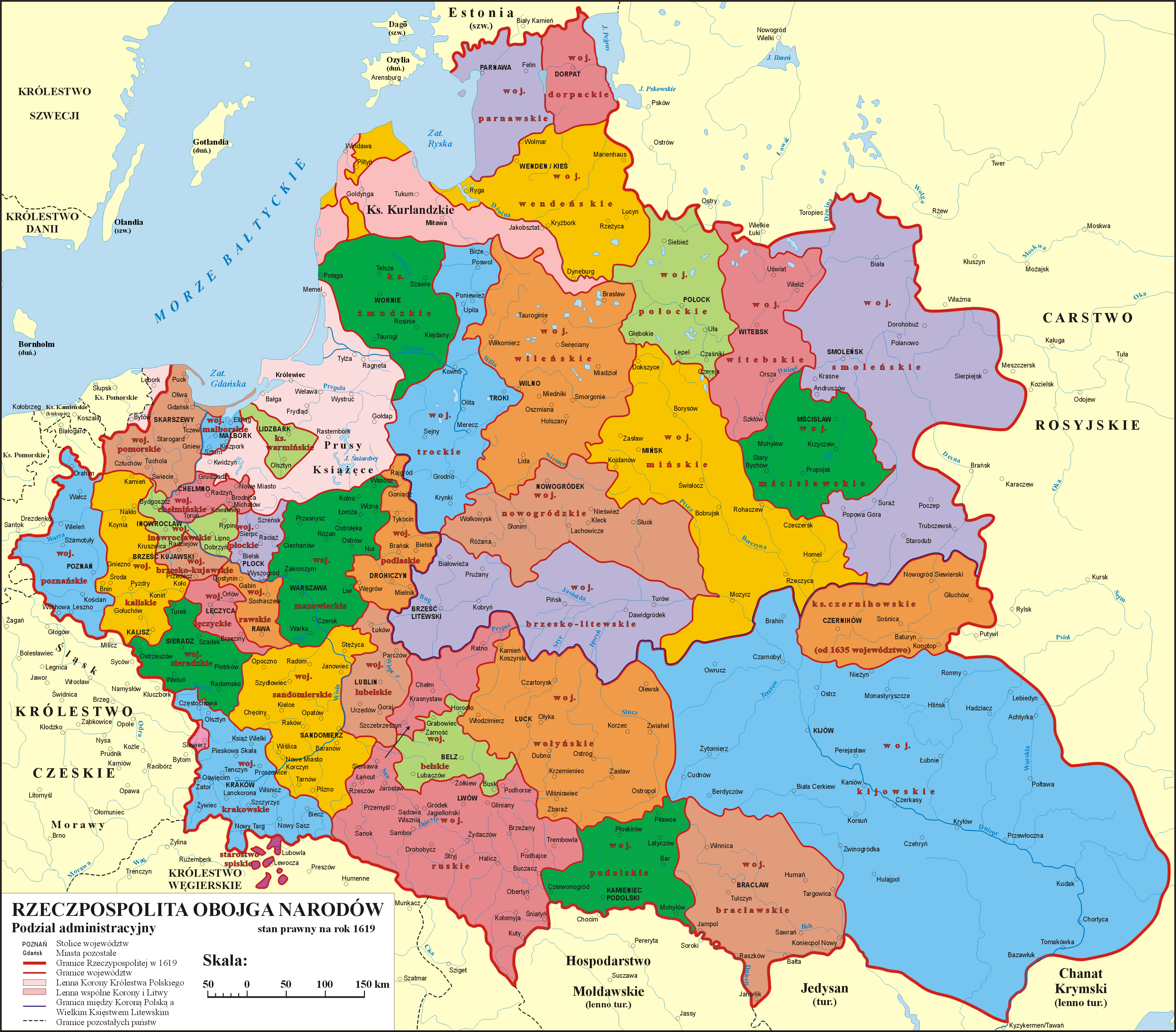
Teren kasztelanii zapilickich w 1619 r. stanowił płn.-zach. część województwa sandomierskiego

Obszar dawnych kasztelanii stanowi północno-zachodnią część ziemi sandomierskiej. Graniczy od północnego zachodu z ziemią łęczycko-sieradzką (Pilica jest rzeką graniczną) i od południowego zachodu z ziemią krakowską. Obszar kasztelanii od północnego wschodu sąsiaduje z Zapiliczem, stanowiącym pogranicze między ziemią czerską i sandomierską. Największymi miastami są Opoczno, Końskie, Włoszczowa.

## Historia

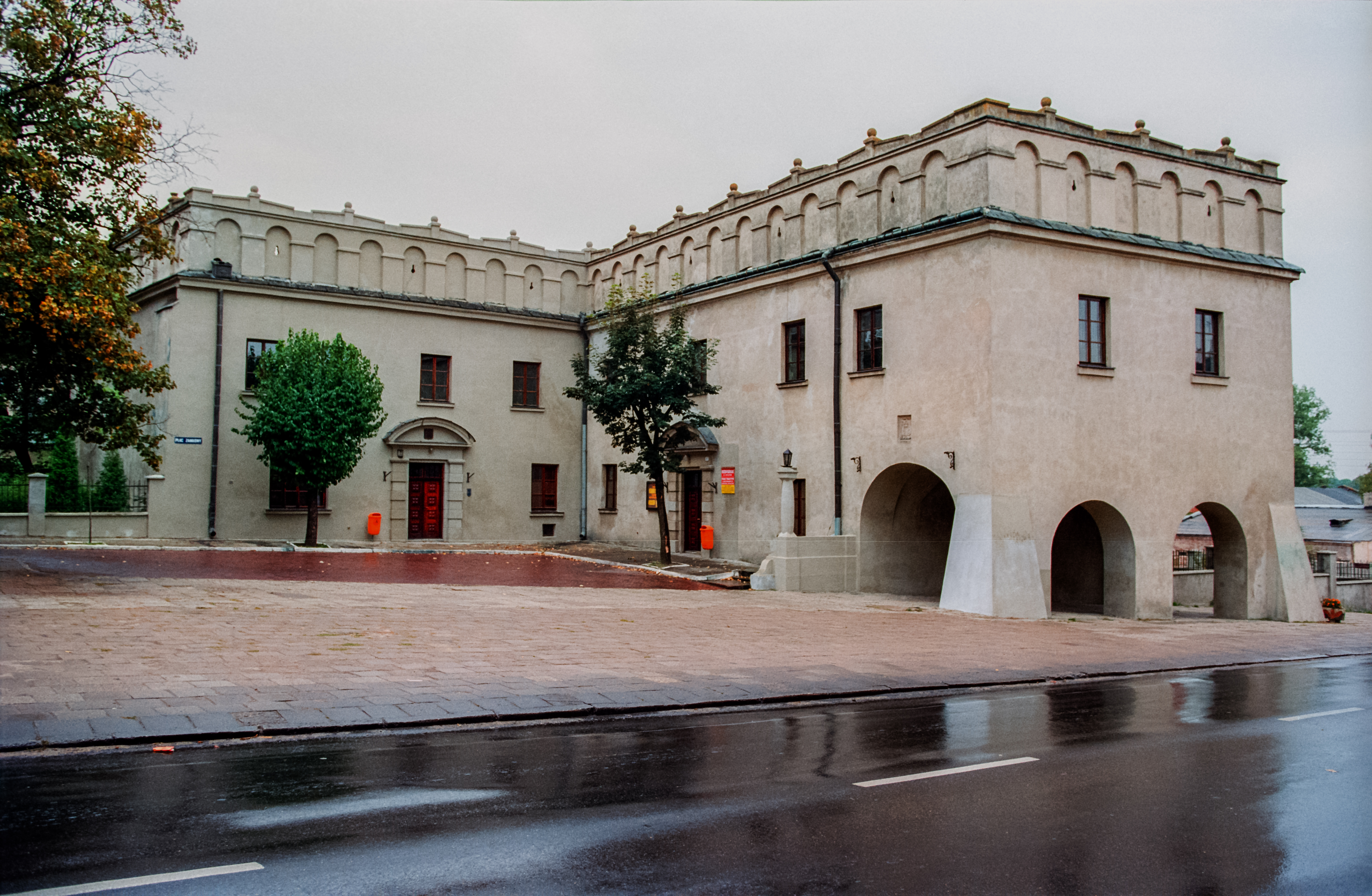
Zamek Kazimierzowski w Opocznie

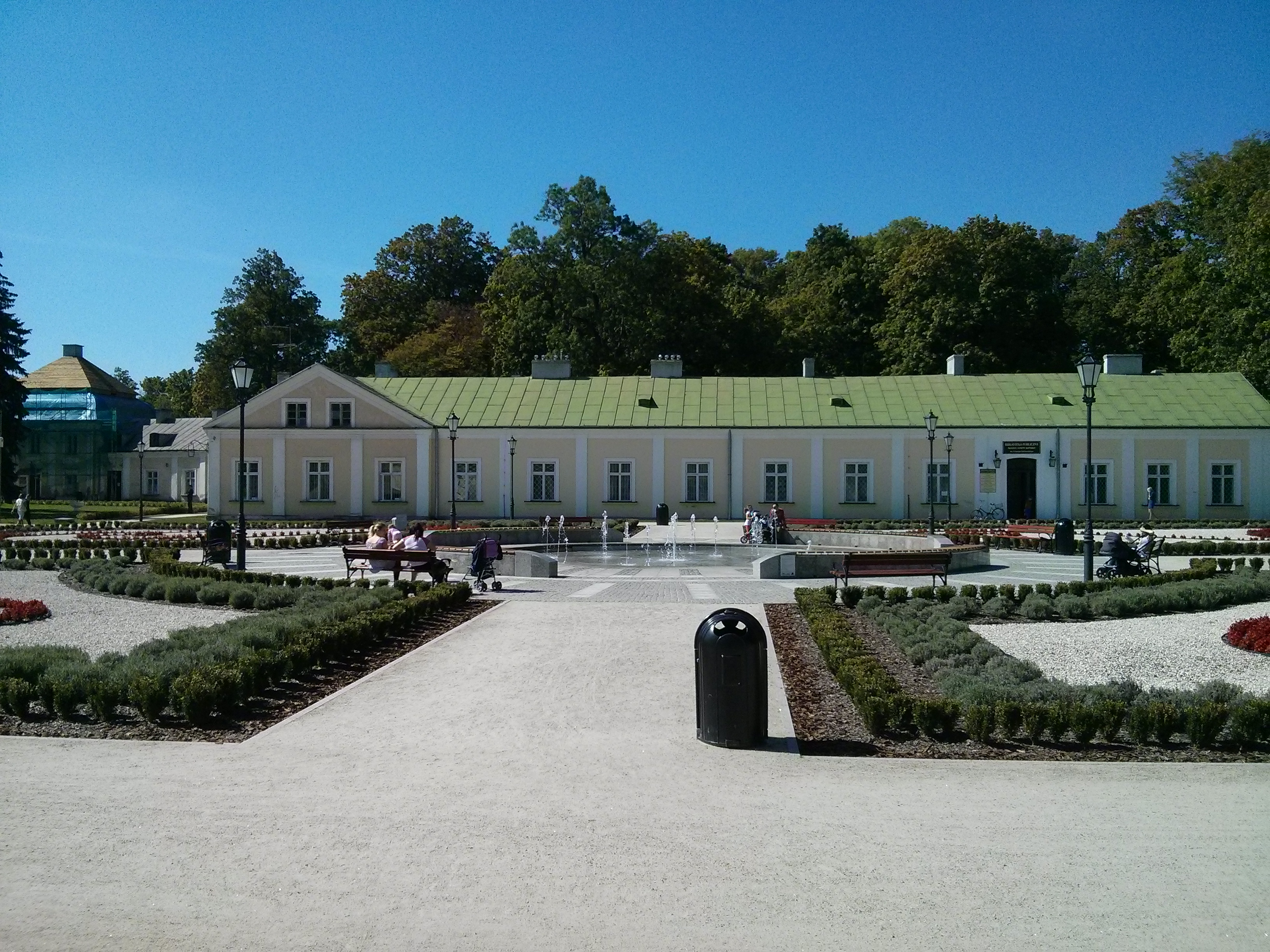
Końskie, zachodnie skrzydło pałacowe

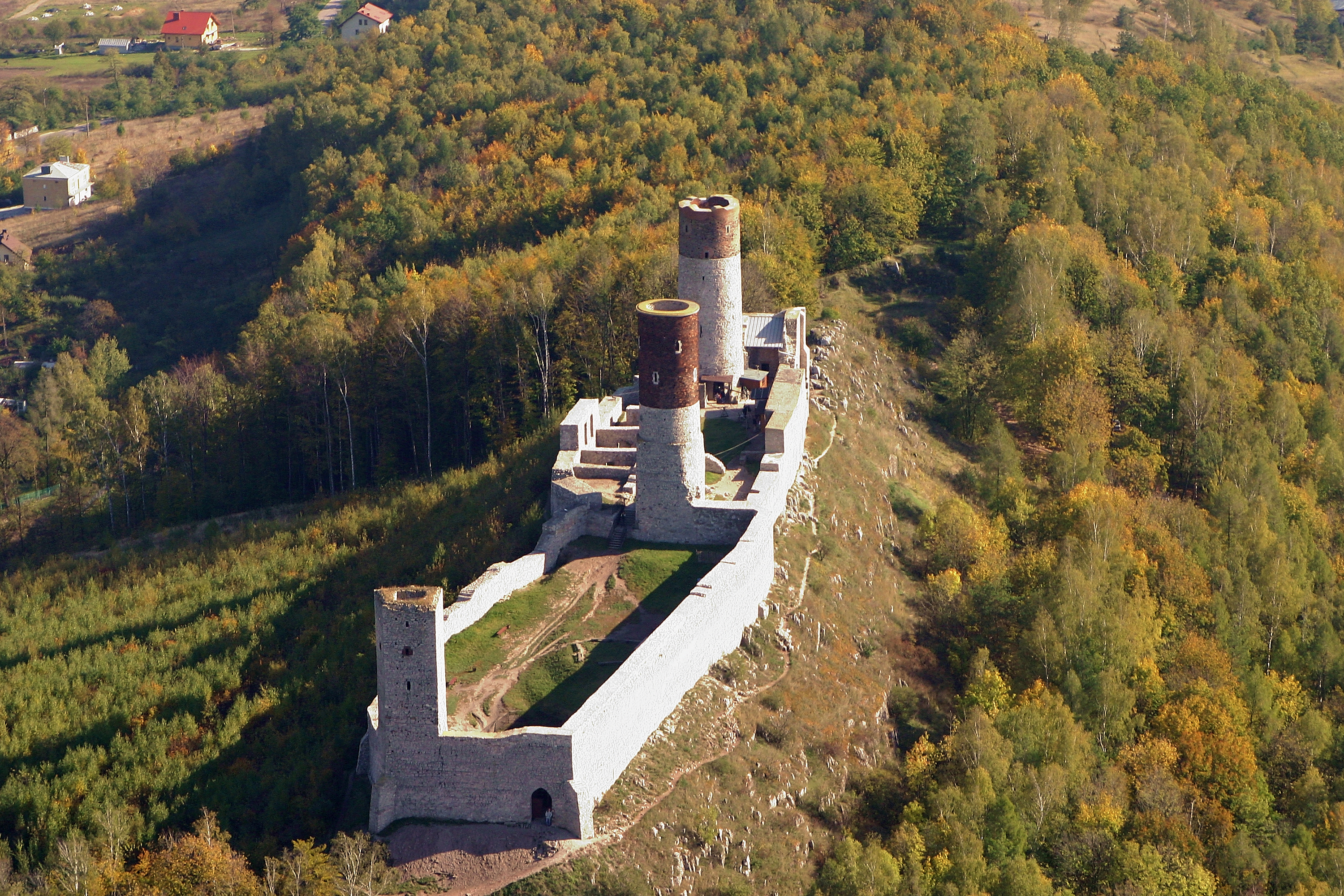
Zamek w Chęcinach

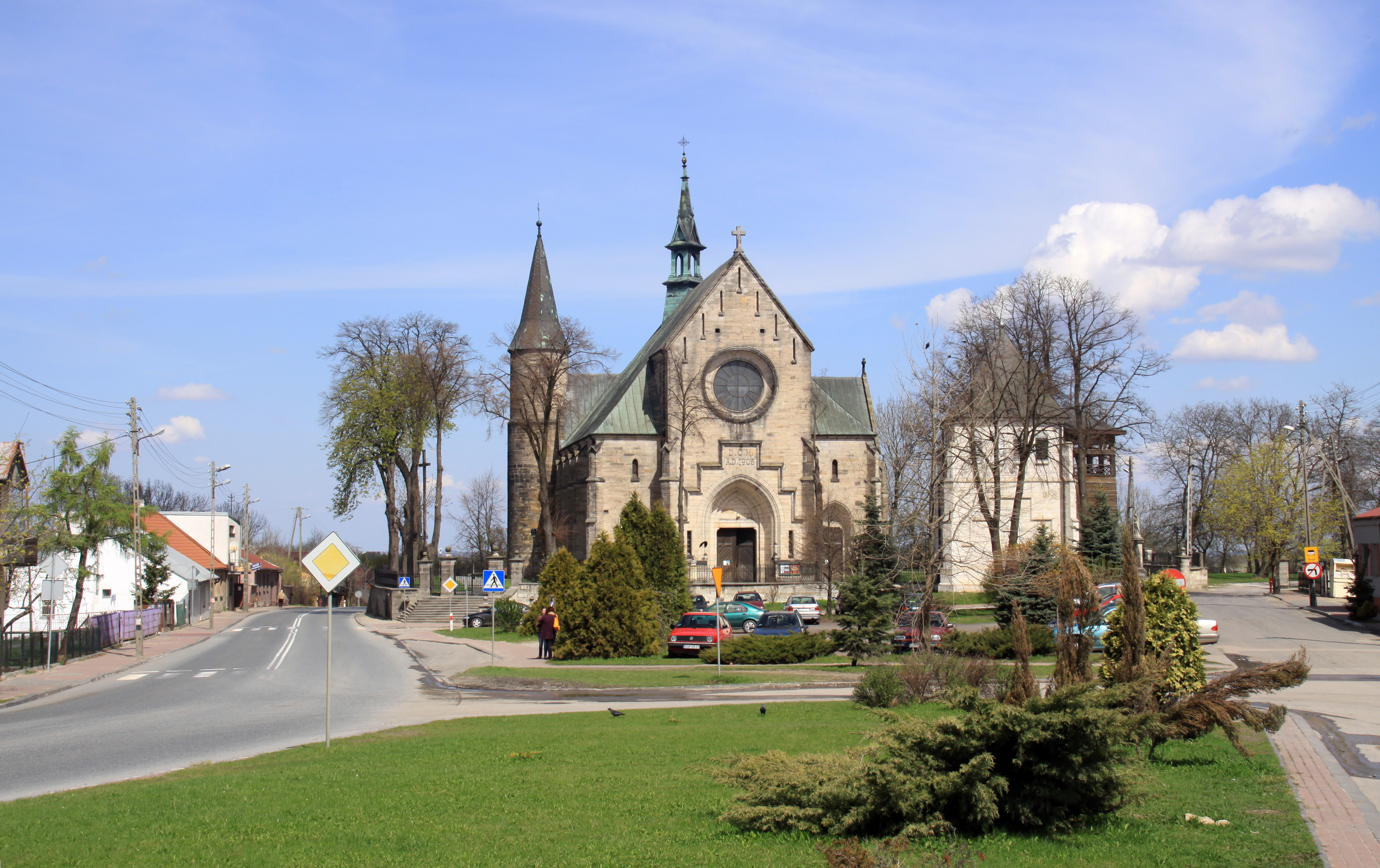
Kościół św. Mikołaja w Żarnowie

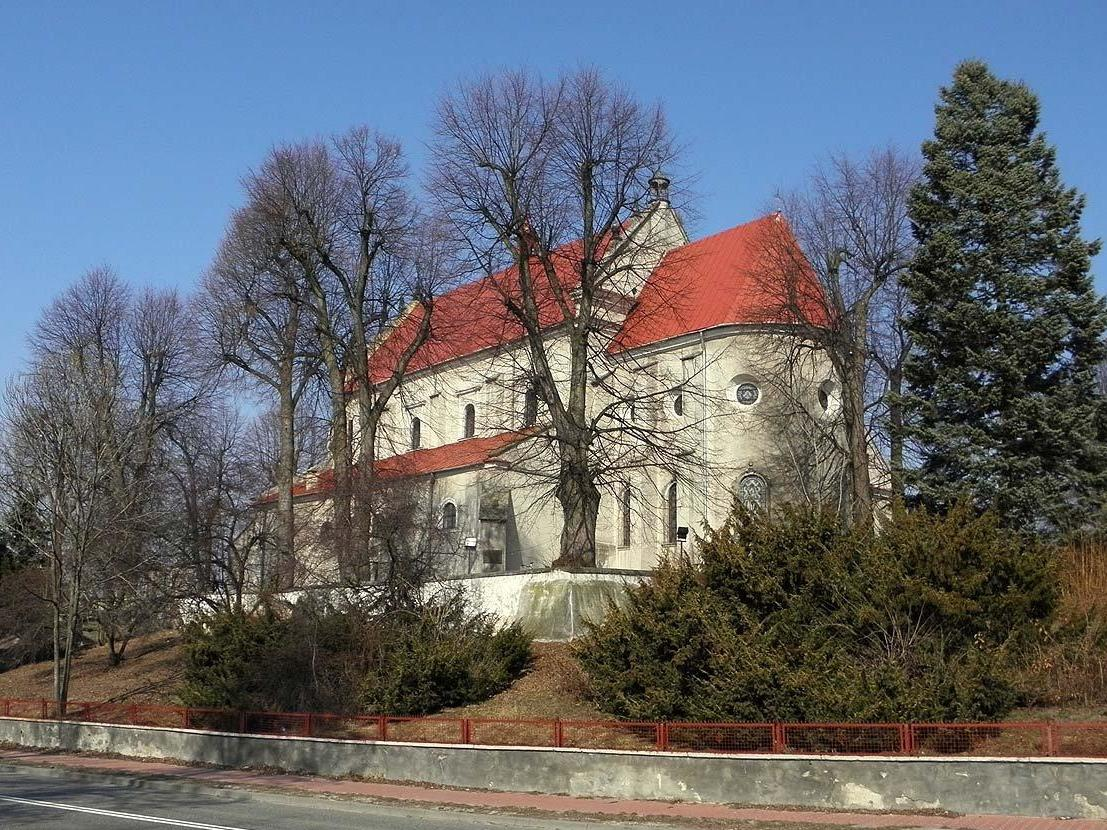
Skrzynno, Kościół św. Szczepana

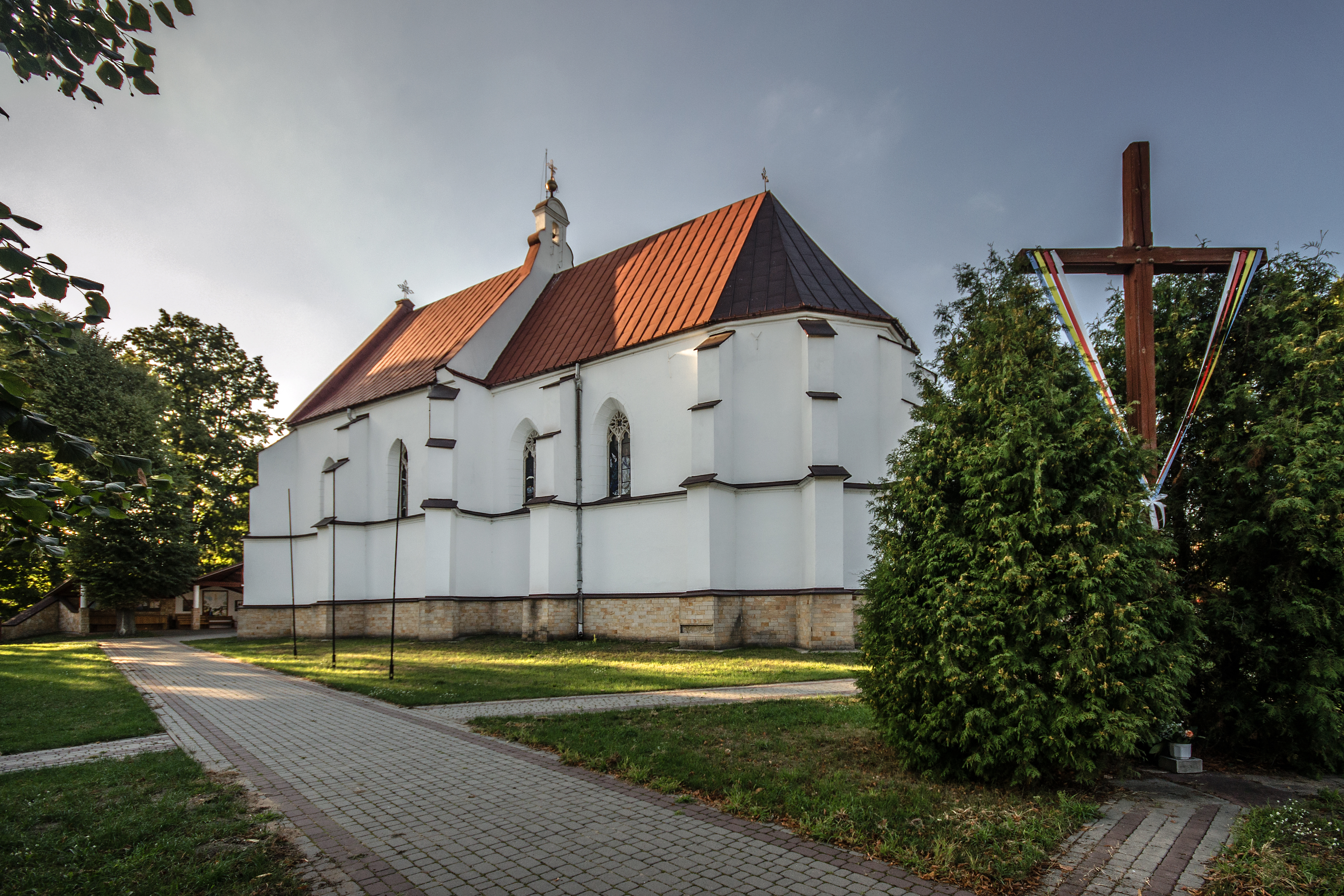
Kurzelów, Kościół Wniebowzięcia NMP

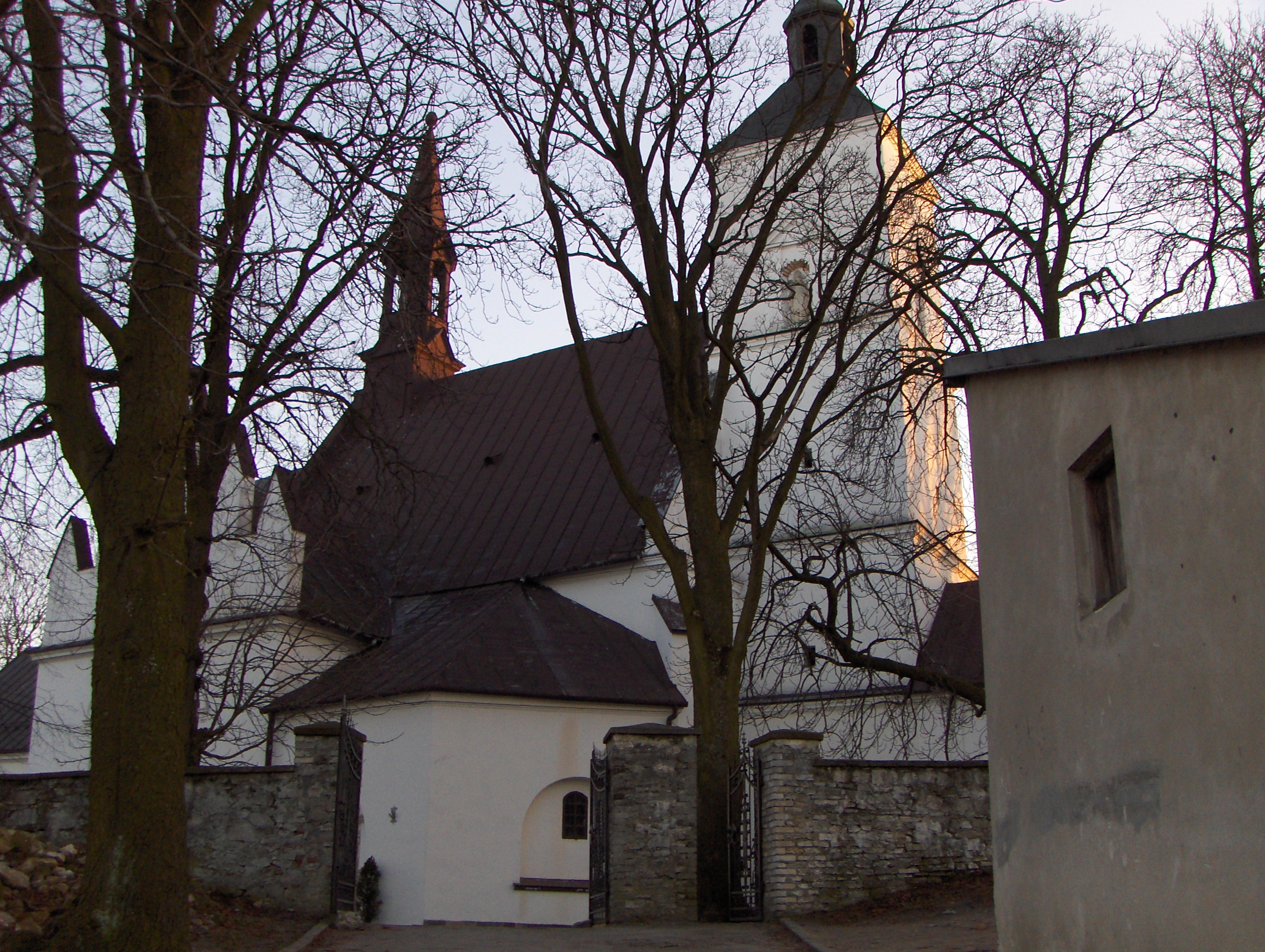
Kościół pw. Wniebowzięcia NMP w Małogoszczu z 1595 roku

### Łęczycanie i rozwój osadnictwa
Teren kasztelanii zapilickich był w czasach plemiennych częścią obszaru zajmowanego przez Łęczycan z głównym grodem w Tumie k. Łęczycy. Na obszarze zapilickim istniały takie grody: między połową IX w. i poł. X w. (koniec okresu plemiennego) – Gródek Leśny i Góra Dobrzeszowska; między poł. X w. i poł. XI w. (ekspansja państwa Piastów i pierwsza monarchia) – Żarnów, Skrzyńsko, Goździków; po poł. XI w. (druga monarchia i utworzenie prowincji łęczyckiej) pojawiają się m. in. Skrzynno i Małogoszcz.
W „Powieści minionych lat” wśród sąsiadów Rusi zostało wymienione plemię „Lutyczów” („Łuticzi”). Wydaje się, że chodzi w tym przekazie o plemię Łęczycan (lub Łączan), które mogło zajmować ziemie mieszczące się między grodami Gnieznem, Kaliszem i Krakowem oraz pograniczem dzielącym siedziby Słowian zachodnich od obszarów penetrowanych przez Słowian wschodnich. Łęczyca pełniłaby funkcję naczelnego grodu dla terytorium rozciągającego się po wschodniej i zachodniej stronie Wisły (po obu stronach rzeki w okolicach Czerska), i sięgającego na zachód aż po ujście Neru do Warty i Wartę. Terytorium Łęczycan na południowo-wschodnich rubieżach przekraczało Pilicę i zbliżało się do Radomia. Od północy Łęczycanie graniczyli z Mazowszanami, którzy znajdowali się na prawym brzegu Wisły, na północ od obecnej Warszawy.
Innym dowodem o istnieniu Łęczan i innych plemion są nazwy miejscowości. Na południe od Radomia mamy Mazowszany, a nieco dalej, koło Wierzbicy: Łączany, Polany i Pomorzany. Nazwy te mówią, że przedstawiciele tych plemion mieszkali tylko w tych wsiach, będąc otoczonymi przez „miejscowych”.

### W prowincji łęczyckiej i księstwie łęczyckim
Trzy kasztelanie zapilickie / nadpilickie (skrzyńska, żarnowska i małogoska) były częścią prowincji łęczyckiej i księstwa łęczyckiego położoną na południowy wschód od Pilicy. Przejściowo istniał urząd wojewody żarnowskiego (ulokowanego w Żarnowie), który mógł zarządzać obszarem obejmującym trzy kasztelanie zapilickie.
W pierwszej fazie rozbicia dzielnicowego aż do utworzenia księstwa łęczyckiego w 1231, prowincja łęczycka przez większość czasu była częścią dzielnicy senioralnej; jedynie w latach 1138–1144 prowincja przypadła prawdopodobnie wdowie po Bolesławie III Krzywoustym, Salomei z Bergu, jako tzw. oprawa wdowia. W 1146 Bolesław IV Kędzierzawy odłączył trzy zapilickie kasztelanie od prowincji łęczyckiej i dzielnicy senioralnej i nadał je Henrykowi Sandomierskiemu. Trzy zapilickie (nadpilickie) kasztelanie zostają po raz pierwszy włączone do księstwa sandomierskiego. Wracają one do prowincji łęczyckiej, a więc i dzielnicy seniora zapewne wraz ze śmiercią Henryka Sandomierskiego w 1166 roku.
W 1239 lub 1243 księstwo łęczyckie utraciło na stałe kasztelanie zapilickie na rzecz księstwa sandomierskiego z powodu klęsk Konrada I mazowieckiego w walce o dzielnice sandomierską i krakowską. Podawane są dwie możliwe daty tego zdarzenia: 1239 r. i zjazd w Przedborzu, kiedy być może Konrad I mazowiecki przekazał te tereny na rzecz księcia sandomierskiego Bolesława V Wstydliwego, lub 1243 r. i wielka klęska Konrada w bitwie z Bolesławem pod Suchodołami. Przed 1306, z archidiakonatu łęczyckiego diecezji gnieźnieńskiej został utworzony archidiakonat kurzelowski, który odpowiadał obszarowi kasztelanii zapilickich i przetrwał do rozbiorów. Posiadanie kasztelanii zapilickich umożliwiało sprawowane kontroli w Małopolsce książętom łęczycko-sieradzkim, zaś książętom krakowskim i sandomierskim zapewniało możliwość szachowania sił wielkopolskich i łęczycko-sieradzkich, stąd region ten obfitował w wiele starć bitewnych.

### W ziemi sandomierskiej i województwie sandomierskim
W ziemi sandomierskiej kasztelanie uległy reorganizacji. W ten sposób znika kasztelania skrzyńska, przyłączona w większości do kasztelanii radomskiej i żarnowskiej. Zachowane są kasztelanie małogoska i żarnowska. Od 1320 roku teren kasztelanii zapilickich został razem z księstwem sandomierskim włączony do Zjednoczonego Królestwa Polskiego jako część województwa sandomierskiego. W II poł. XIV w. pojawiają się powiaty jako jednostki terytorialne, które wypierają kasztelanie. Niektóre kasztelanie przekształcają się w powiaty, inne zanikają. Kasztelania żarnowska przeradza się w powiat opoczyński. Z kasztelanii małogoskiej powiększonej o okolice Kielc powstaje powiat chęciński. Obszar dawnych kasztelanii znalazł się w zaborze austriackim w 1795 (w wyniku III rozbioru), w Księstwie Polskim w 1807, w zaborze rosyjskim w 1815.

### Po odzyskaniu przez Polskę niepodległości
W 1919, tereny byłych kasztelanii zapilickich weszły w skład województwa kieleckiego. W roku 1939 większość tego terytorium, należącą do ówczesnych powiatów opoczyńskiego i koneckiego, przyłączono jednak do województwa łódzkiego. W wyniku tego część ta na powrót (po ok. 700 latach) znalazła się jednej jednostce administracyjnej z większością ziem dawnego księstwa łęczyckiego. Stan ten został utrzymany w latach 1946–1950. W roku 1950 całość tego obszaru powróciła do województwa kieleckiego.  Po reformie administracyjnej z roku 1975 okolice Opoczna i Przedborza znalazły się w województwie piotrkowskim. Od reformy z roku 1999 większość powierzchni dawnych kasztelanii zapilickich znajduje się w województwie świętokrzyskim, około 1/3 – w łódzkim, zaś najmniejsza część – w mazowieckim.